# Fluroxene
Fluroxene (INN, USAN; thương hiệu Fluoromar), hoặc 2,2,2-trifluoroethyl vinyl ether, là một chất gây mê dạng bay hơi, dễ bay hơi, và là thuốc gây mê hydrocarbon halogen đầu tiên được giới thiệu. Nó được tổng hợp vào năm 1951, và được đưa vào sử dụng lâm sàng vào năm 1954, nhưng đã tự nguyện rút khỏi thị trường vào năm 1974 do tính dễ cháy tiềm tàng của nó và tích lũy bằng chứng rằng nó có thể gây độc cho nội tạng. Trong mọi trường hợp, trước khi bị ngưng sử dụng, nó phần lớn đã được thay thế bởi halothane. Fluroxene được chuyển hóa thành 2,2,2-trifluoroethanol, một hợp chất chịu trách nhiệm cho một số độc tính được thấy khi sử dụng fluroxene.